# پس‌فردا
روز پس از فردا (به انگلیسی: The Day After Tomorrow) فیلمی فاجعه‌ای محصول ۲۰۰۴ آمریکا و کانادا به کارگردانی رولاند امریش است که در ۲۸ مهٔ ۲۰۰۴ منتشر شد.

## خلاصه
داستان فیلم روز پس از فردا دربارهٔ جک هال است که یک متخصص و کارشناس علم هواشناسی است. هال معتقد است که ظرف پنجاه تا صد سال آینده یک عصر یخ‌بندان جدید در انتظار ساکنان کُرهٔ خاکی است. او با دانشمندی بریتانیایی به نام تری راپسن آشنا می‌شود. آن دو به این نتیجه رسیده‌اند که «روز فاجعه» بسیار زودتر از آن تاریخی خواهد بود که هال پیش‌بینی کرده‌است…
این فیلم در سایت IMDB دارای امتیاز 6.4 میباشد.